# Novoielîzavetivka, Krasnîi Luci
Novoielîzavetivka (în ucraineană Новоєлизаветівка) este un sat în orașul regional Miusînsk din orașul regional Krasnîi Luci, regiunea Luhansk, Ucraina.

## Demografie
Componența lingvistică a localității Novoielîzavetivka
     Rusă (85,71%)
     Ucraineană (14,29%)
Conform recensământului din 2001, majoritatea populației localității Novoielîzavetivka era vorbitoare de rusă (85,71%), existând în minoritate și vorbitori de ucraineană (14,29%).